# Huperzia attenuata
Huperzia attenuata là một loài thực vật có mạch trong Họ Thạch tùng. Loài này được (Spring) Trevis. mô tả khoa học đầu tiên năm 1874.